# Valeilles
Valeilles ist eine französische Gemeinde mit 244 Einwohnern (Stand 1. Januar 2022) im Département Tarn-et-Garonne in der Region Okzitanien. Sie gehört zum Kanton Pays de Serres Sud-Quercy und zum Arrondissement Castelsarrasin. 
Sie grenzt im Nordwesten an Dausse, im Nordosten an Cazideroque, im Osten an Anthé, im Südosten an Roquecor, im Süden an Saint-Beauzeil, im Südwesten an Massoulès und im Westen an Penne-d’Agenais.

## Bevölkerungsentwicklung
| Jahr      | 1962 | 1968 | 1975 | 1982 | 1990 | 1999 | 2008 | 2015 |
| --------- | ---- | ---- | ---- | ---- | ---- | ---- | ---- | ---- |
| Einwohner | 281  | 239  | 263  | 250  | 290  | 266  | 235  | 237  |